# Trichohelotium
Trichohelotium — рід грибів. Назва вперше опублікована 1935 року.